# Антомонов Юрій Гурійович
Антомо́нов Юрій Гурійович (20 березня 1928, Ростов-на-Дону, РФ — 3 травня 1999, Київ) — український вчений, співзасновник наукового напрямку біокібернетика (біологічна та медична кібернетика) в Україні, разом з В. Глушковим та М. Амосовим. Кандидат технічних наук, доктор біологічних наук , професор, фахівець у галузі математичного моделювання біологічних систем. Автор понад 250 наукових робіт, включаючи близько 40 монографій, частину з яких перевидано у перекладах за кордоном.

## Біографія
Антомо́нов Юрій Гурійович народився 14 березня 1929 року у Ростові-на-Дону. У 1950 закінчив Новочеркаський політехнічний інститут  [Архівовано 10 травня 2019 у Wayback Machine.], далі навчався у Московському Військовому інституті іноземних мов (1952). До 1960 року працював інженером у військових частинах. Щойно був заснований у Києві Інститут кібернетики, був прийнятий до нього старшим науковим співробітником. З 1962 до 1997 працював в Інституті кібернетики НАНУ завідувачем Лабораторії математичних методів у біології і медицині. Мав ступінь кандидата технічних наук і захистив докторську дисертацію (1976), отримавши ступінь доктора біологічних наук, потім — звання професора (1978). У 1997–99 був провідним науковцем Міжнародного науково-навчального центру технологій та систем НАН та МОН України. Автор численних статей і монографій, серії навчальних посібників «Методи математичної біології» (у співавторстві) у 8 томах, організатор і учасник міжнародних наукових семінарів.

### Сім'я
Дружина — Наталя Костянтинівна Антомонова (19 серпня 1930 — 4 липня 2012), закінчила Ростовський державний педагогічний університет, працювала вчителем математики в школі.
Сини:Антомонов Михайло Юрійович (1948 р. н.), доктор біологічних наук, профессор, завідувач відділу інформатики у ДП «Інститут гігієни та медичної екології»
та Олексій Юрійович (1960 р. н.), кандидат філологічних наук.
Помер видатний вчений у Києві 3 травня 1999 року.

## Наукова і творча діяльність
Юрій Антомонов одним із перших зрозумів перспективи молодої науки кібернетики, яку радянські партократи, разом з генетикою, довгі роки забороняли, як буржуазну, і затримували у розвитку. Але прогресивні науковці відстояли й розвинули нові наукові методи. Учні Антомонова згадують:
«Академік В. М. Глушков свого часу вважав, що зважаючи на особливу важливість і специфічні особливостей організму людини, насамперед його мозку, доцільно виділити в особливий розділ кібернетики біологічну кібернетику. Академік Н. М. Амосов підкреслював, що біологічна кібернетика — розділ кібернетики, який вивчає закони зберігання, переробки і передачі інформації в біологічних системах. У 1962 в Академії наук України на базі Обчислювального центру був організований Інститут кібернетики АН України. У цьому ж році в його структурі був створений відділ біокібернетики на чолі з академіком Н. М. Амосовим, а також структурний підрозділ, що займається проблемами застосування математичних і технічних методів дослідження біологічних процесів, очолюваний професором Ю. Г. Антомоновим. Цей рік можна вважати початком розвитку біологічної та медичної кібернетики, а також математичного моделювання в біології та медицині як основного
методу дослідження».
Юрій Гурійович Антомонов охоплював широкий спектр наукових досліджень. Він вів наукову діяльність у галузі розробки методів оптимізації систем керування технічними об'єктами; математичних досліджень закономірностей нейродинаміки; розробляв основи теорії відкритої системи здоров'я людини та інші важливі напрямки, які згодом знайшли послідовників.
Антомонов Ю. Г. був найактивнішим членом редколегій багатьох вітчизняних та закордонних наукових журналів, науковим керівником республіканського семінару «Біологічна та медична кібернетика», членом секції «Використання обчислювальної техніки в медицині» АМН СРСР, науковим консультантом Національної програми «Ліквідація наслідків Чорнобильської катастрофи та соціального захисту потерпілих», був введений в секретаріат Всесвітньої організації з кібернетики та систем (WOSC).
Антомонов Ю. Г. разом з М. М. Амосовим започаткували підготовку наукових кадрів вищої кваліфікації з біологічної та медичної кібернетики — у 1982 р. розпочала свою роботу єдина в Радянському Союзі спеціалізована вчена рада за цією спеціальністю в Інституті кібернетики (голова — академік М. М. Амосов, з 1988 р. голова ради — Ю. Г. Антомонов). Рада в своєму складі об'єднувала фахівців з біологічних, медичних, фізико-математичних та технічних наук і мала повноваження розглядати та проводити захист дисертацій на здобуття наукового ступеня доктора (кандидата) наук з медичних, біологічних та технічних наук. За понад 15 років плідної роботи підготовано докторів та кандидатів наук. Серед відомих учнів: Аліна Борисівна Котова, Федір Григорович Ващук, Євген Олександрович Файдиш, Світлана Іванівна Кіфоренко,Людмила Михайлівна Козак та ін.
Як особистість Ю. Г. Антомонов був непересічною людиною і мав своєрідний світогляд, який сформував на основі вивчення стародавньої східної філософії. Так, він став одним з консультантів відомого у свій час фільму «Індійські йоги. Хто вони?» (режисер А. Серебреников, Київнаукфільм, 1970).
Він виховував самостійність і незалежність думки у всіх, з ким спілкувався. Серед його учнів були не тільки науковці. Так, студентка О.Голуб, яка писала дипломну роботу в Інституті кібернетики під керівництвом Ю. Антомонова, стала художницею і мистецтвознавцем. Його молодший співробітник Леонід Плющ став відомим у світі правозахисником і літературознавцем. У своїх мемуарах він, попри розбіжності у поглядах, відмітив чесність і сміливість Антомонова, який один з небагатьох впливових на той час осіб, підписав лист-звернення на захист прав людини, за що виступав Л. Плющ, і через що зазнав репресій.
Свої погляди він виклав у книзі «Роздуми про еволюцію матерії», опублікованій в 1976 році. Думки автора про розвиток і триєдність матерії (речовина-енергія-організація), аналіз еволюції Всесвіту та життя людини у новому інформаційному просторі були досить оригінальним. Вони не відповідали теорії марксизму-ленінізму, тож на книгу одразу звернули увагу «відповідні органи». Було організовано «лист до редакції» журналу «Комуніст» з критикою книги від інженера М. Реакція на цю публікацію була передбачувана: редактор видавництва «Радянської Росії», яка допустила видання, отримала догану по партійній лінії, книга була занесена в «чорний список» і заборонена для вільної видачі в бібліотеках, а сам Ю. Г. Антомонов отримав статус «невиїзного».
Наприкінці життя вчений підготував до публікації збірка художніх творів — спомини, вірші, філософські роздуми. Вони побачили світ вже після смерті Юрія Антомонова, завдяки старанням люблячих родиів.